# Edge (revista)
Edge é uma revista sobre jogos eletrônicos de múltiplos formatos publicado pela Future Publishing no Reino Unido. A revista é conhecida por seus contatos com a indústria, estilo editorial distinta e anônima em terceira pessoa, prêmios anuais e longevidade. A revista foi lançada por Steve Jarratt, um jornalista de videogame veterano, em outubro de 1993, e trazida ao Brasil pela Editora Europa em 2009.
Porém, a revista foi descontinuada no Brasil e até então (26/09/13) não é mais vendida pela Editora Europa.